# GPU (säkerhetstjänst)

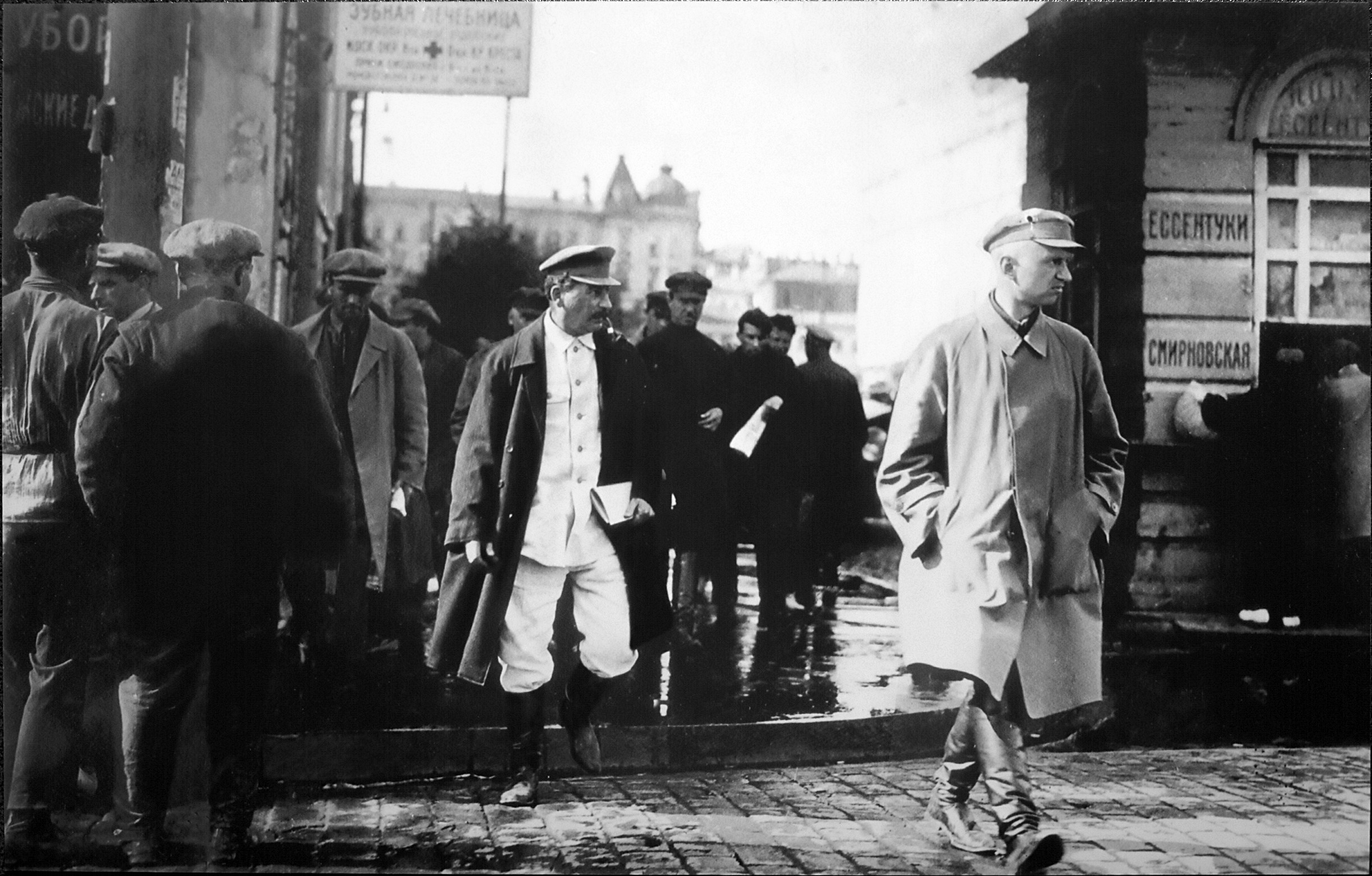
Josef Stalin och säkerhetspersonal från GPU i Moskva, sent 1920-tal.

GPU, från 15 november 1923 OGPU, var Ryska SFSR:s säkerhetspolis från Tjekans ombildande den 6 februari 1922. 

## OGPU
När Sovjetunionen bildades i december 1922 krävdes en enad organisation för att ha hand om säkerheten i hela unionen. Den 15 november 1923 bytte därför GPU namn till OGPU, vilket stod för "Allunionella politiska förvaltningen". Organisationen upphörde att existera i juli 1934, då den inkorporerades i NKVD som GUGB.